# Stati barbareschi

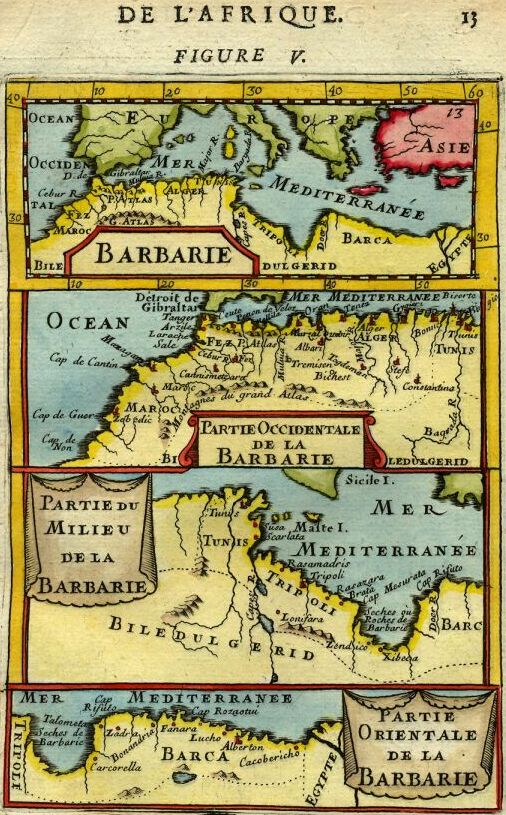
Tavola V, Sull'Africa, Barberia (A. Mallet, 1683)

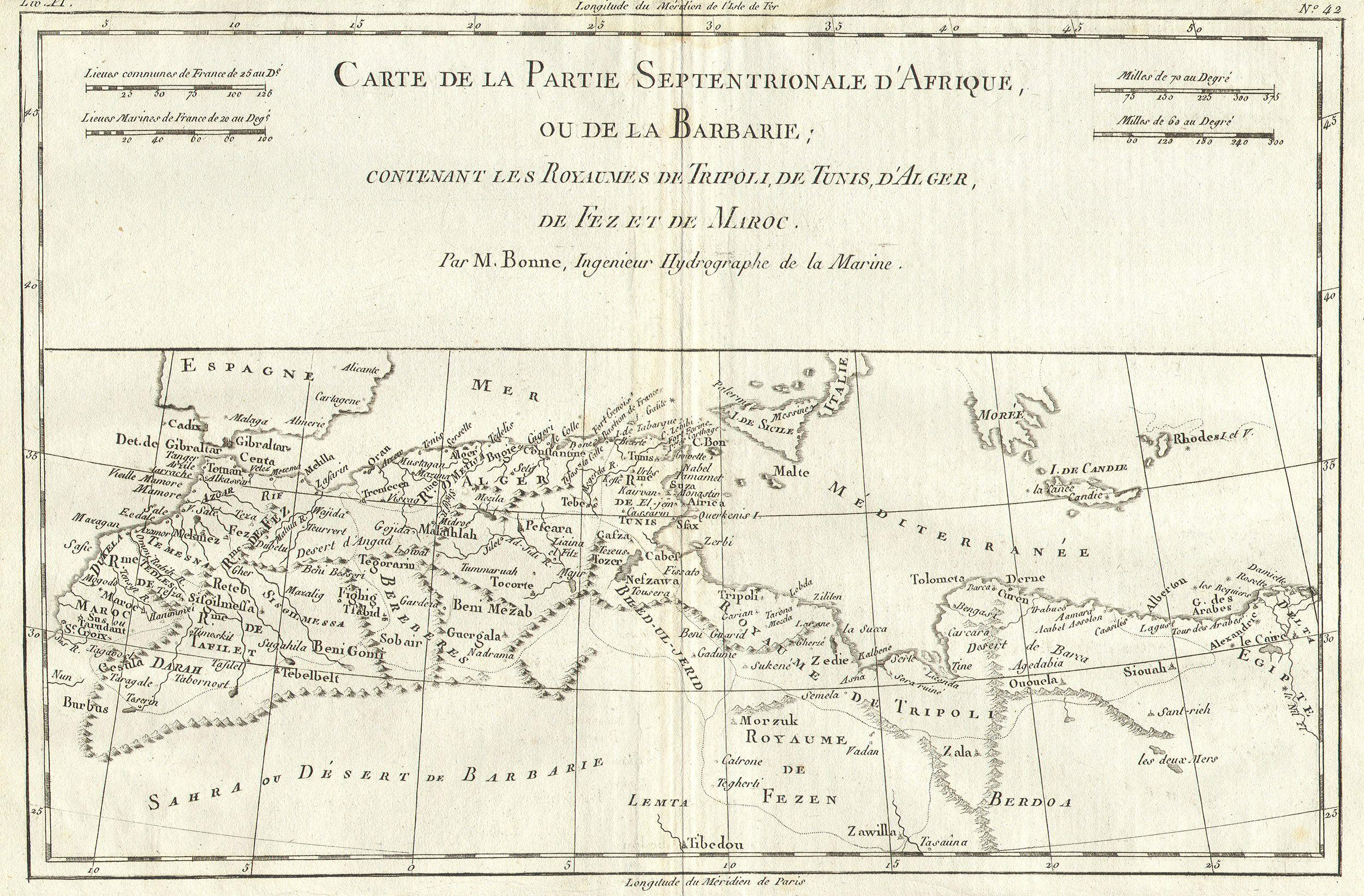
Mappa della parte settentrionale dell'Africa o Barberia (M. Bonne, 1780)

Con il nome di Stati barbareschi, anche detti Barberia o Costa berbera, venivano designati, agl'inizi dell'era moderna, i paesi del Maghreb, la cui superficie era anticamente chiamata Libia ed è ora politicamente coperta dagli attuali stati di Marocco, Algeria, Tunisia e Libia. Il termine barbareschi deriva dall'esonimo berberi, gli abitanti originari di quei paesi.
Nel XVI secolo, i corsari fecero del Maghreb la base delle loro scorrerie. Il più noto di essi era il rinnegato di origine greca Khayr al-Din. Nel 1518, egli si pose al servizio del sultano ottomano, che in questo modo divenne in breve tempo padrone di tutto il Nordafrica (ad eccezione del Marocco) e si trovò ad essere munito di una forte flotta. I rapporti tra Algeri, Tunisi e Tripoli con la Sublime porta rimasero sempre poco chiari. A partire dal 1620 questi paesi erano di fatto indipendenti.
Gli Stati barbareschi vivevano di scorrerie marittime. Lo stato di guerra con gli Stati occidentali permise ai corsari barbareschi di avere la legittimazione formale delle lettere di corsa. La situazione richiese a più riprese interventi armati europei e anche statunitensi (prima e seconda guerra barbaresca, 1801-1805 e 1815). Nel 1830, un'azione analoga da parte della Francia contro Algeri diede il via alla colonizzazione dell'Algeria. Da ricordare, inoltre, l'attacco (nel 1825) della flotta sardo-piemontese portato con successo al porto di Tripoli, con lo scopo di obbligare il Bey locale a chiedere scusa per aver oltraggiato il vessillo sabaudo esposto sul consolato.

## Elenco degli Stati barbareschi
Molte fonti storiche ricordano vari Stati definiti barbareschi. Tra questi si ricordano:
- Reggenza di Algeri (1525-1830)
- Eyalet (1574-1705), poi Beilicato (1705-1881) di Tunisi
- Eyalet di Tripolitania (1551-1912)
- repubblica corsara di Rabat
- repubblica corsara di Salé
- Beilicato di Misurata
- Beilicato di Derna
- Beilicato di Bengasi (Barqa)
- Beilicato di Tripoli
- Beilicato di Tunisi
- Beilicato di Algeri
- Beilicato di Mascara
- Beilicato di Costantina
- Beilicato di Medea e Titteria
- Beilicato di Tlemcen